# Левантино
Левантийский стиль (исп. levantino) — готический стиль Леванта в районе Средиземного моря Испании. Также был распространен в Кастилии, Валенсии и юге Франции. В некоторых источниках называется францисканским или средиземноморским стилем.

## Основные сведения
Характеризуется постройкой залов и церквей с максимальной шириной пространства (в соборах и церквях Жироны, Барселоны, Тортосы). Также присутствует акцент на части, поддерживаемой контрфорсами, и минимальном количестве декоративных украшений. Постройки соборов этого стиля возводились в XIII и XIV веках.
Основными особенностями стиля являются:
- использование конструкции одного нефа вместо трех. При использовании конструкции с тремя нефами, центральный более широкий, но все имеют одинаковую высоту.
- использование пространства между контрфорсами для придела
- использование тонких опор для увеличения объёма помещения
- применение трифория и аркбутана в конструкции
- использование отделки с геометрическим рисунком
- плохое проникновения света внутри помещения

## Постройки
В XV веке стиль использовался в гражданской архитектуре, лучшими образцами которой являются рыбные рынки Барселоны (1380—1392), Пальмы (1420—1452) и Валенсии (1482—1498). Например, один из рынков в Барселоне состоял из трех нефов, разделенных остроконечными арками, опирающихся на колонны с шомполами, и с плоской крышей, построенной из дерева. Он был утрачен в XVIII веке. В Барселоне, в готическом квартале, сохранились элементы готические части зданий городского совета города, Королевского дворца и дворца Генералитета, которые выполнены в этом стиле.